# Пробатова, Нина Сергеевна
Нина Сергеевна Пробатова (1939 — 3 марта 2023) — российский ботаник, доктор биологических наук. Специалист в области систематики, кариосистематики (числа хромосом), эволюции, филогении и флористики злаков и других сосудистых растений, фитогеографии, охраны природы, исследователь флоры Дальнего Востока России.

## Биография
В 1961 году окончила биолого-почвенный факультет Ростовского университета. По окончании университета работала ассистентом на кафедре ботаники в Хабаровском педагогическом институте.
В 1964 году переехала во Владивосток и поступила в очную аспирантуру Биолого-почвенного института ДВО РАН (руководитель — Д. П. Воробьёв). В 1970 году защитила кандидатскую диссертацию на тему «Мятлики (виды Poa L.) советского Дальнего Востока» в Главном ботаническом саду имени Н. В. Цицина АН СССР.
Более 50 лет проработала в Биолого-почвенном институте ДВО РАН (с 2016 года — Федеральный научный центр биоразнообразия наземной биоты Восточной Азии ДВО РАН), где прошла путь от аспиранта, младшего, старшего, ведущего и до главного научного сотрудника. В 1993 году защитила докторскую диссертацию в форме научного доклада на тему «Злаки Российского Дальнего Востока».
В 2017 году ей присуждена премия имени В. Л. Комарова за серию работ «Злаки Дальнего Востока России: систематика, кариология, фитогеография».
Нина Сергеевна описала 4 новых рода злаков и более 200 новых видов и внутривидовых таксонов сосудистых растений.
Скончалась Н. С. Пробатова 3 марта 2023 года.
Супруг — ведущий научный сотрудник лаборатории биогеографии и экологии Тихоокеанского института географии, доктор биологических наук Виталий Павлович Селедец (1938—2018).

## Научные труды

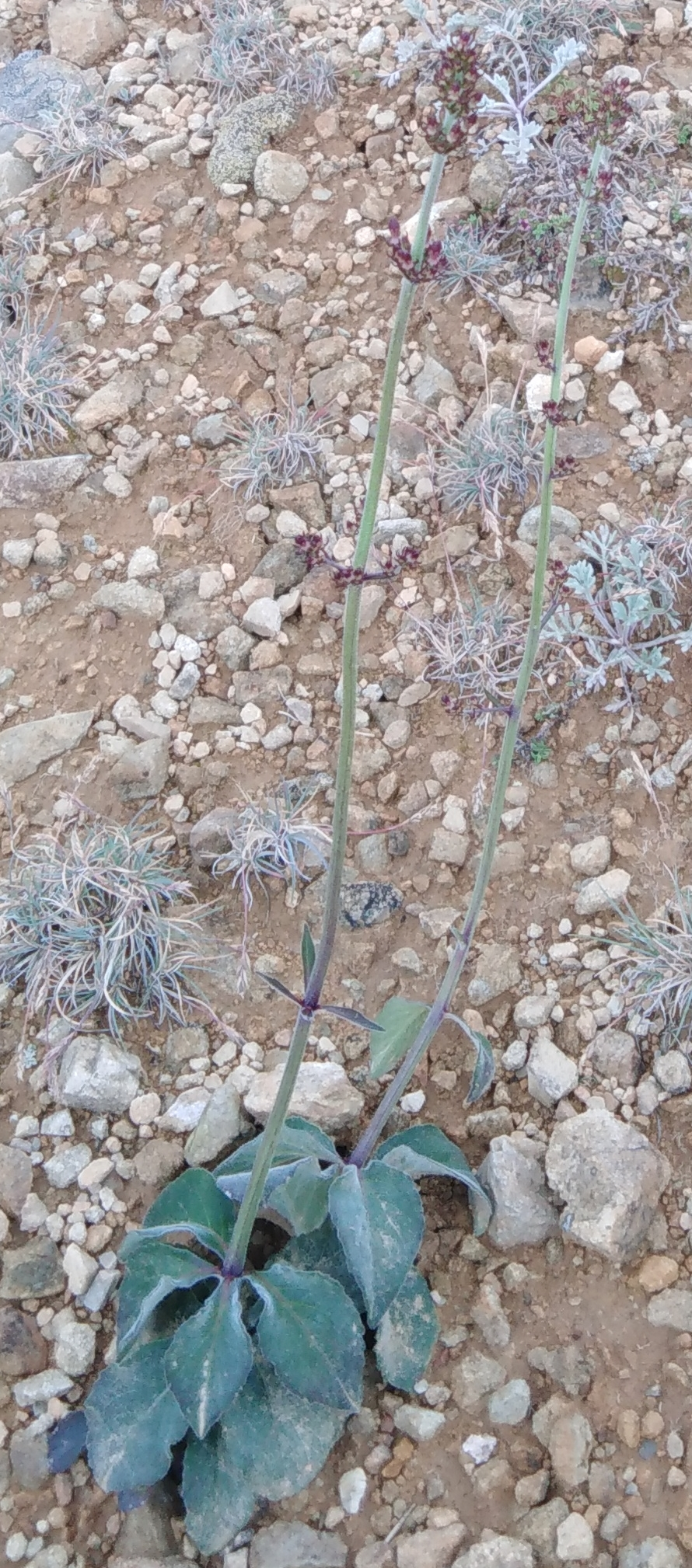

Автор и соавтор более 300 научных публикаций, в том числе 11 монографий. Один из основных авторов восьмитомного издания «Сосудистые растения советского Дальнего Востока» (1985—1996).
- Пробатова Н. С. О новом роде Arctopoa (Griseb.) Probat. (Poaceae) // Новости систематики высших растений. — 1974. — Т. 11. — С. 44—54. — ISSN 0568-5443.
- Соколовская А. П., Пробатова Н. С. О наименьшем числе хромосом (2n = 4) у Colpodium versicolor (Stev.) Woronow (Poaceae) // Ботанический журнал. — 1977. — Т. 62, № 2. — С. 241—245. — ISSN 0006-8136.
- Пробатова Н. С. Сем. Мятликовые — Poaceae // Сосудистые растения советского Дальнего Востока : Плауновидные, Хвощевидные, Папоротниковидные, Голосеменные, Покрытосеменные (Цветковые) : в 8 т. / отв. ред. С. С. Харкевич. — Л. : Наука, 1985. — Т. 1 / ред. тома Н. Н. Цвелёв. — С. 89—382. — 398 с. — 2000 экз. — ISBN 5-02-026590-X.
- Селедец В. П., Пробатова Н. С. Экологический ареал вида у растений = Ecological range of plant species. — Владивосток : Дальнаука, 2007. — 97 с. — ISBN 978-5-8044-0763-5.
- Пробатова Н. С., Баркалов В. Ю., Рудыка Э. Г. Кариология флоры Сахалина и Курильских остров : числа хромосом, таксономические и фитогеографические комментарии = Caryology of the flora of Sakhalin and the Kurile islands. — Владивосток : Дальнаука, 2007. — 391 с. — ISBN 978-5-8044-0716-3.
- Пробатова Н. С. Хромосомные числа сосудистых растений Приморского края (Дальний Восток России) = Chromosome numbers in vascular plants of the Primorskii Krai (Russian Far East). — Владивосток : Дальнаука, 2014. — 342 с. — ISBN 978-5-8044-1465-9.
- Цвелёв Н. Н., Пробатова Н. С. Злаки России = Grasses of Russia. — М. : Товарищество науч. изд. КМК, 2019. — 646 с. — ISBN 978-5-907213-41-8.

## Виды растений, названные в честь Н. С. Пробатовой
- Adenophora probatovae A.E.Kozhevn. (2004)[5]
- Bromopsis probatovae Tzvelev (2009)[6]
- Cleistogenes probatovae Tzvelev (2012)[7]
- Elymus probatovae Tzvelev (2008)[8]
- Festuca probatoviae E.B.Alexeev (1982)[9]
- Geranium probatovae Tsyren. (2008)[10]
- Glyceria probatovae Tzvelev (2006)[11]
- Heteropappus probatovae Tzvelev (2010)[12]
- Koeleria probatovae Tzvelev (2011)[13]
- Poa probatovae Olonova & Chepinoga (2022)[14]
- Primula probatovae Chepinoga (2023)[15]
- Sparganium probatovae Tzvelev (1984)[16]
- Thymus probatovae Vasjukov (2016)[17]